# Дамбель
Дамбель (італ. Dambel) — муніципалітет в Італії, у регіоні Трентіно-Альто-Адідже,  провінція Тренто.
Дамбель розташований на відстані близько 520 км на північ від Рима, 38 км на північ від Тренто.
Населення — 433 особи (2014).

## Демографія
Населення за роками:

Станом на 1 січня 2023 року в муніципалітеті офіційно проживали 24 іноземці з 8 країн, серед них 9 громадян країн Євросоюзу та 4 громадяни України.

## Сусідні муніципалітети
- Брец
- Клоц
- Ромалло
- Ромено
- Санцено
- Сарноніко